# Блото (Куявсько-Поморське воєводство)
Блото (пол. Błoto, нім. Blotto) — село в Польщі, у гміні Уніслав Хелмінського повіту Куявсько-Поморського воєводства.
Населення — 205 осіб (2011).
У 1975-1998 роках село належало до Торунського воєводства.

## Демографія
Демографічна структура станом на 31 березня 2011 року:
|          | Загалом | Допрацездатний вік | Працездатний вік | Постпрацездатний вік |
| -------- | ------- | ------------------ | ---------------- | -------------------- |
| Чоловіки | 96      | 19                 | 62               | 15                   |
| Жінки    | 109     | 27                 | 60               | 22                   |
| Разом    | 205     | 46                 | 122              | 37                   |